# バーミーズ
バーミーズ(英：Burmese)はネコの品種のひとつ。アメリカン・バーミーズとヨーロピアン・バーミーズの2種があり、それぞれ異なった身体的特徴を持つ。ドッグキャット、コンパニオンキャットなどとも呼ばれる。原産国はミャンマー、シャムとの交配により誕生。

## 概要

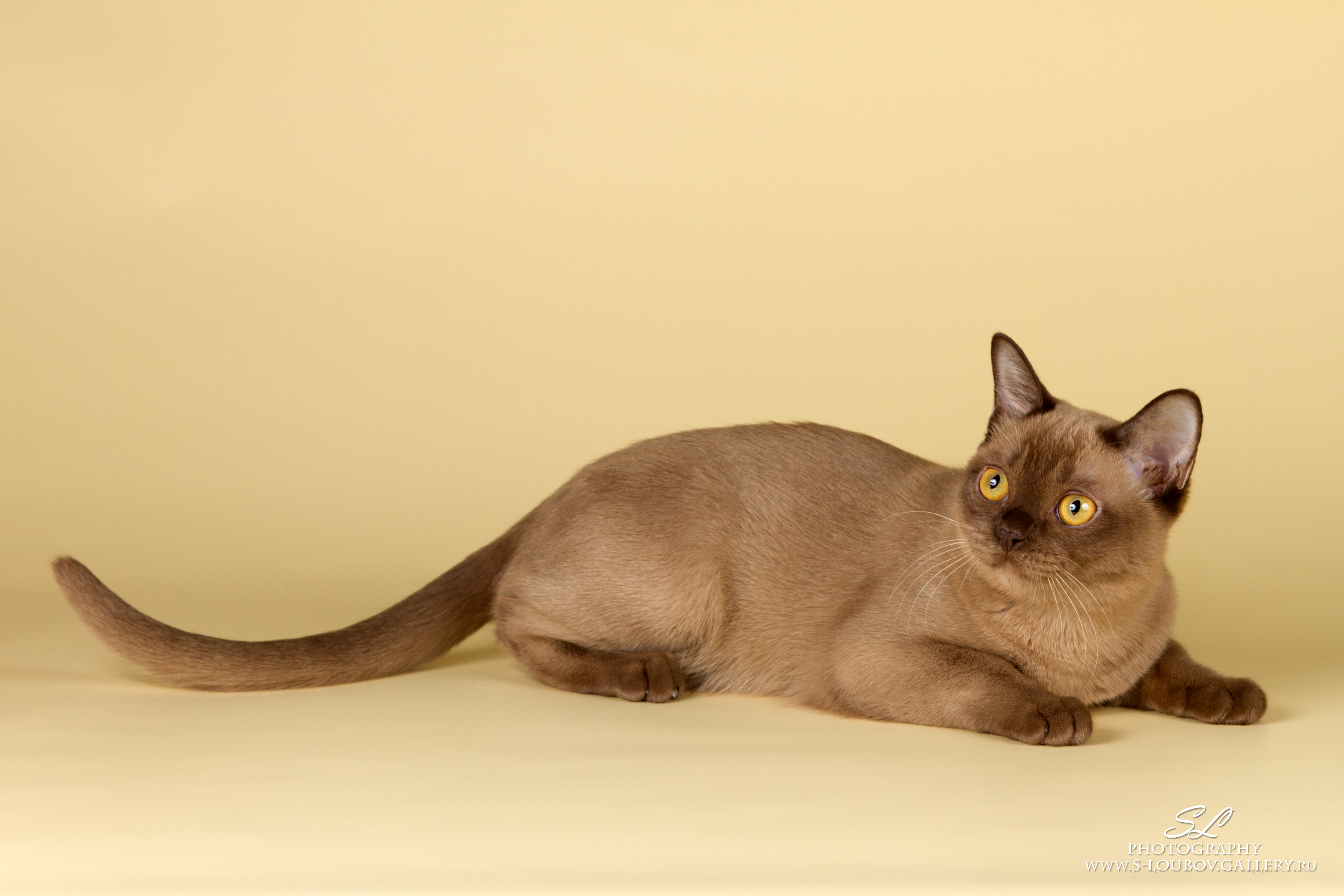
体のパーツが丸い点が特徴

アメリカのキャットショーでペルシャ、シャムについで出陣頭数が多く、非常に人気の高い種。1930年にジョゼフ・トンプソンがビルマよりウォン・マウという一匹のメスを持ち帰ったことに端を発する。
共通の特徴は短毛であることと、性格。体を構成する頭部、目、鼻などの各パーツは丸く、中型で筋肉質。毛色はセーブル、ゴールド、シャンパンなど。
- アメリカン・バーミーズの特徴 - 頭は丸く、頬はふっくらとしている。鼻は幅広で短い。体つきは筋肉質。
- ヨーロピアン・バーミーズの特徴 - 頭は短いV字型で、丸みを帯びている。鼻は丸い。前脚よりも後脚が長い。体つきは、筋肉質で、一般的に同じ体格のアメリカン・バーミーズよりも体重が重いことが多い。

## 飼育

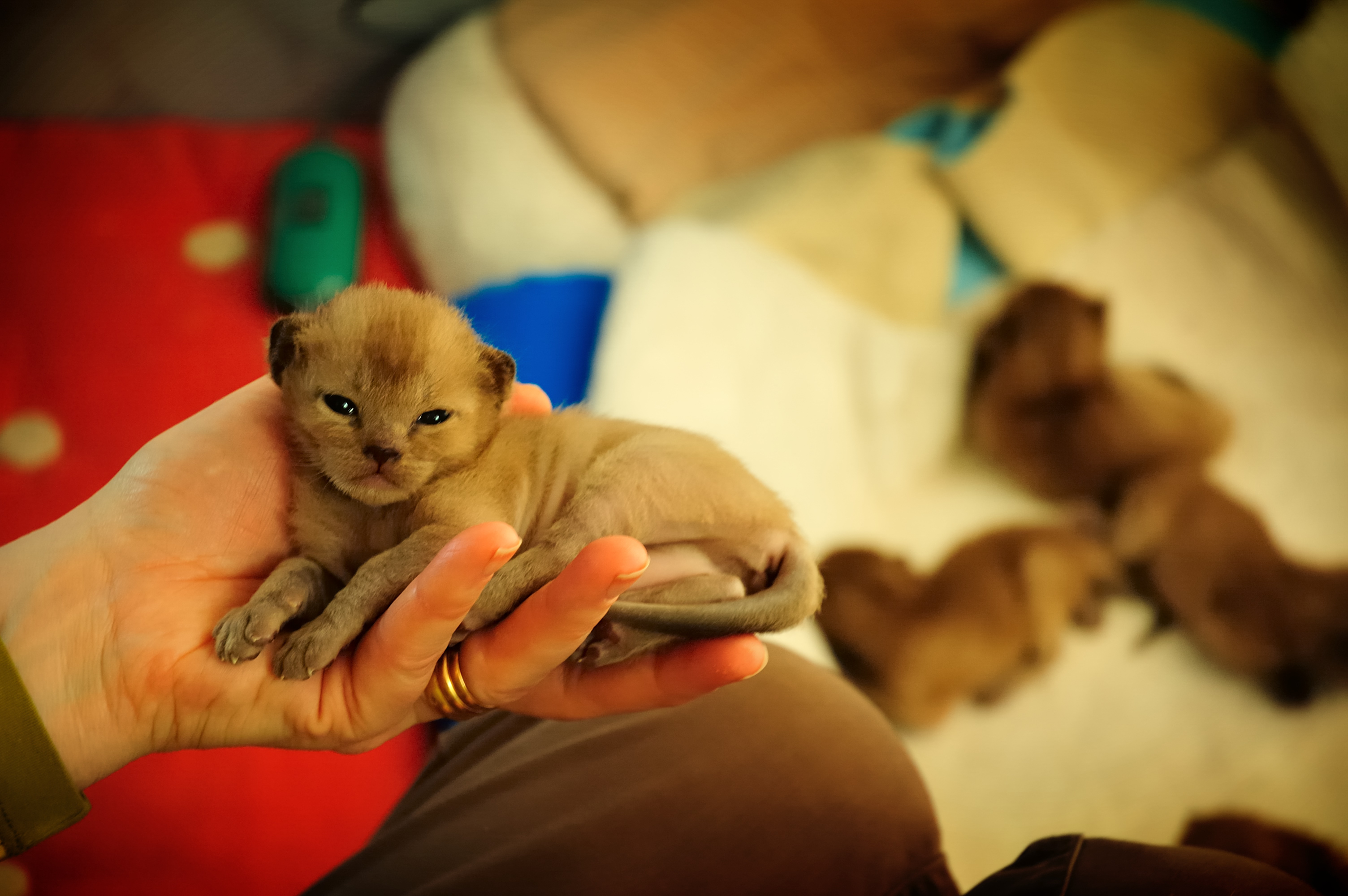
バーミーズの仔猫

短毛で、とても綺麗好きであるため、特に手入れは必要ないとされるが、体調が被毛のコンディションに表れやすいため、飼い主はよく目をかけてあげることが健康管理に役立つ。

## 性格
アメリカン・バーミーズ、ヨーロピアン・バーミーズともに、人懐こくどんな環境にでも馴染む高い適応性をもつ。人を好み、静かな鳴き声から「慈悲深いネコ」などと呼ばれることもある。